# Arctia paucimacula
Arctia paucimacula là một loài bướm đêm thuộc phân họ Arctiinae, họ Erebidae.